# ミライ (L'Arc〜en〜Cielの曲)
「ミライ」は、日本のロックバンド、L'Arc〜en〜Cielの42作目のシングル。表題曲は2021年5月31日に配信発売。フィジカルは2021年8月25日発売。発売元はKi/oon Music。

## 概要
前作「Don't be Afraid」以来約4年8ヶ月ぶりとなるCDシングルのリリース。
CDシングルのリリースは、前作「Don't be Afraid」以来約4年8ヶ月（1708日）ぶりであり、CDシングルリリースのインターバルは2011年12月発売の「CHASE」から2015年9月発売の「Wings Flap」間の約4年（1463日）を抜き自身最長となった。
本作の表題曲「ミライ」は、2021年5月29日・30日に開催した、バンド結成30周年の幕開けとなったライヴ「30th L'Anniversary Starting Live "L'APPY BIRTHDAY!"」で初披露された楽曲である。なお、この曲は2021年5月31日にPC向けオンラインゲーム『BLUE PROTOCOL』のオープニングテーマに使用されることが発表されており、作詞・作曲を担当したhydeがリリース前にゲームへコメントを寄せている。また、2023年12月13日よりサービスが開始された、同ゲームのPlayStation 5・Xbox Series X/S版においても、表題曲がオープニングテーマソングに使用されている。（詳細は楽曲解説の項目を参照）
なお、本作には、2011年10月に発表した「X X X」以降のフィジカルシングルにカップリングとして収録していた「L'Acoustic Version（過去に発表したL'Arc〜en〜Cielの楽曲をアコースティック・アレンジした音源）」は収録されていない。本作のようなカップリングを収録していないフィジカルシングルは、2014年8月に発表した完全受注生産限定シングル「EVERLASTING」以来3作ぶりとなった。

## リリース

### リリースプロモーション
先行配信のリリースプロモーションとして、2021年5月29日0:00より公式YouTubeアーティストチャンネルにて、＜虹をかけよう。何度でも。＞というメッセージとともに、表題曲の1コーラス分のリリック・ビデオがサプライズでプレミア公開されている。また、プレミア公開された動画では、バンド名の日本語訳で代表曲ともいえる「虹」の歌詞の一節を引用したメッセージも添えられた。このメッセージは、配信解禁日に販売された読売新聞朝刊の一面広告にも描かれており、この広告は新聞を空にかざすことにより、虹とともにメッセージが浮かび上がるビジュアル広告として手掛けられている。ちなみに、この広告の制作にはhydeがコピーライターとして参加している。なお、この新聞広告は、翌2022年7月に発表された『第38回読売広告大賞』の「Entertainment部門賞」を獲得している。
さらに、2021年6月18日には、テレビ朝日系列で放送された音楽番組『ミュージックステーション』に出演し、表題曲をテレビ初披露している。同番組への出演はレギュラー放送分としては約9年4ヶ月ぶりのこととなった。
フィジカル発売週の2021年8月23日から同年8月29日にかけて、西武新宿駅前のユニカビジョンにおいて、2020年開催のライブツアー「ARENA TOUR MMXX」から4曲のライヴ映像と、「ミライ」のミュージック・ビデオが放映された。なお、これはスマートフォン向けアプリ『VISION α』との連動企画であり、映像の放映中にスマートフォンをかざすことで番組の音声を高音質で視聴することができる仕様になっている。

### リリース形態
結成30周年の幕開けとなる公演を終えた直後の2021年5月31日には、各種音楽配信サイトにおいて表題曲のダウンロード・ストリーミング先行配信が開始された。なお、L'Arc〜en〜Cielはこのシングル以降、フィジカル発売に先駆けて、表題曲を各種サブスクリプションサービス（定額制音楽配信）で発表するようになり、楽曲のリリースの流れが大きく変わっている。日本でも2018年にダウンロードを超える売り上げを記録するようになったストリーミング配信について、tetsuyaは「CDは出したいってなりますけど、なんだろう…もう記念に出すみたいな感じですよね。いずれそうなるだろうなぁ…便利ですもん、だってサブスクのほうが。パッケージにするっていうのはもうグッズの感覚ですよね。持っておきたい、飾っておきたい、コレクションとして…っていう人に向けてのものかなと思いますけど、今後は」「仕方がないと思ってます。時代の流れなんで。まあでも、いろんな音楽を聴く機会にはなるとは思う」「僕は良い音楽作るだけというか。それがどういう形でどう届くかっていうのは、もう、なんだろう…そのプロの人に任せてるっていうか」と自身がパーソナリティを務めるラジオ番組で語っている。余談だが、L'Arc〜en〜Cielは本作発売の約2年前の2019年に、すべての音源を各種サブスクリプションサービスで公開している。また、2020年以降に開催したライヴでは、各メンバーが好んで聴いている洋楽を中心に、様々なアーティストの楽曲を開演前の会場で流しており、これらをまとめたバンド名義のプレイリストが定期的に各種サブスクリプションサービスで発表されるようになっている。
表題曲「ミライ」の先行配信から約3ヶ月後となる同年8月25日には、完全受注生産限定盤（CD＋ハコスコ）、初回生産限定盤A（CD＋BD）、初回生産限定盤B（CD＋BD）、通常盤（CD）の4形態でフィジカルが発売された。各初回盤には「ミライ」のミュージックビデオと、MVのメイキング映像を収録したBlu-ray Discが付属。また、初回盤Bは"BLUE PROTOCOL盤"と題し、表題曲とタイアップしたオンラインゲーム『BLUE PROTOCOL』のオープニング映像を収録したBlu-ray Discが付属している。さらに、完全受注生産限定盤は"VR盤"と題し、結成30周年を記念して開発され、本作と同日に配信が開始されたスマートフォン向けアプリ「L'Arc-en-Ciel 30th L'Anniversary VR Museum」のスペシャルコンテンツを鑑賞できるQRコードとオリジナルハコスコが付属している（アプリの詳細は下記項目参照）。そして、早期CD予約特典として、同年7月16日までにいずれかの形態を予約したCD購入者に対し、前述の新聞に掲載されたビジュアル広告と同じデザインのクリアファイルが配布されている。
なお、2024年10月9日には公式YouTubeアーティストチャンネルにおいて、フィジカルに収録された2曲のフルサイズが無料公開されている。

## ミュージックビデオ
表題曲「ミライ」のミュージック・ビデオは、柿本ケンサクがディレクターを務めた作品となっている。なお、映像は"明けない夜はない"をコンセプトとした内容になっている。また、映像内でメンバーならびにエキストラが着用している衣装は、"暗い時代を照らす炎"をイメージし、赤色に統一されている。さらに映像には、hydeの「ライヴでファンと一緒に歌う姿を想像してこの曲を書いた」というこの曲の制作経緯を踏まえた演出として、エキストラがメンバーを囲むようにして合唱するシーンが存在する。ちなみにこの映像は、新潟県・清津峡渓谷トンネルの出口近くに設けられた、芸術家マ・ヤンソンによる作品「トンネル・オブ・ライト」で撮影されている。
このミュージック・ビデオは、2021年7月1日に公式YouTubeアーティストチャンネルにおいて、プレミア公開されている。この映像のフルサイズバージョンの無料公開は、同年7月16日までの約2週間の期間限定で行われている。そして、フルサイズ版の無料公開期間終了を迎えた同年7月17日からは、1サビ終わりまでのショートバージョンを同サイトで無料公開を開始した。なお、フィジカルシングル発売翌週となる同年9月1日からは、再びフルサイズ版の無料公開を解禁している。また、フィジカルシングル「ミライ」の初回生産限定盤にフルサイズ版を収めたBlu-ray Discが付属されている。

## 収録曲
| #         | タイトル                      | 作詞      | 作曲      | 編曲                  | 時間 |
| --------- | ----------------------------- | --------- | --------- | --------------------- | ---- |
| 1.        | 「ミライ」                    | hyde      | hyde      | L'Arc〜en〜Ciel, hico | 4:26 |
| 2.        | 「ミライ (hydeless version)」 |           | hyde      | L'Arc〜en〜Ciel, hico | 4:26 |
| 合計時間: | 合計時間:                     | 合計時間: | 合計時間: | 合計時間:             | 8:52 |

## 楽曲解説
1. ミライ
  - 作詞・作曲: hyde / 編曲: L'Arc〜en〜Ciel & hico

バンドサウンドとストリングス、そしてエレクトロなサウンドが絡み合ったメロディに、めくるめく飛翔力を与えるようなアンサンブルが印象的なミディアム・ナンバー[20]。作詞・作曲を手掛けたhyde曰く、この曲の原型は本作発表の8年ほど前から存在していたが、長らく完成に至らなかったという[21]。
この曲の着想が生まれたのは、hyde曰く、自身が立ち上げたロックユニット、VAMPSの活動を主軸としていた頃だったという[22]。この曲の原型を制作した当時を振り返り、hydeは「この曲はVAMPSではちょっとポップだし、ラルク向けかなと思って。映画っぽく壮大なサビにしたかったので、ラルクに向いているだろうなと思って作っていったんです[22]」と述懐している。こういった志向もあってか、この曲にはファンタジー映画の劇伴を彷彿とさせるようなアレンジが施されている。ちなみにhydeは、この当時にアレンジ作業を何度か試みていたものの、納得のいかない部分があり、制作を一時棚上げにしていたという[22]。
そして、2019年のソロ活動期間中に再びこの曲の制作に取り掛かり、2020年になってようやく音源が完成に至っている。制作を振り返り、hydeは「ソロのアメリカツアー（「HYDE LIVE 2019 US」）を回っているときに、移動中とか空いた時間を使ってコツコツ作業して仕上げていきました[22]」と語っている。ちなみに、この曲の編曲作業には、2018年以降のhydeのソロワークスにおいて、ライヴサポートや楽曲の共同制作に携わっていた編曲家の堀向彦輝（a.k.a hico）が参加している。また、この曲には壮大なストリングスと煌びやかに彩るエレクトロサウンドが盛り込まれており、ヴァイオリン奏者の須磨和声によるエレクトリック・ヴァイオリンの音も使われている。
歌詞は、L'Arc〜en〜Cielの音楽を待つリスナーに対する未来に向けたメッセージのようなリリックが綴られている。歌詞のイメージについて、hydeは「一緒に合唱できるような曲を、ファンのみんながいるから虹が現れるような、そういう意味で「ミライ」を作りました。君たちがいるから次があるというのを曲にしたかったんです[22]」「ファンの子全員に明かりを灯してもらうことも想像していたんです。たくさんの光の中で、この曲をみんなで合唱したかった[22]」と述べている。こういったhydeの想いを反映するように、ライヴでこの曲を演奏する際は、観客が手持ちのスマートフォンのライトで会場を照らし[23]、合唱することが多い[24]。余談だが、hydeはこの曲をライヴで初披露した際のMCにおいて「その光一つひとつに想いがある[23]」「未来を皆で作りましょう[23]」とコメントしている。
なお、hydeがリスナーに対する想いを明示的に歌詞として綴ることは珍しく、この曲のリリックを読んだtetsuyaは、本作発売年に受けたインタビューで「最初に歌詞を見たときに、すごい詞だなと思いましたね。ここまで赤裸々にファンのことを書いていいんだって。たぶん20年前には書けなかったと思います[25]」「僕はまだちょっと書く勇気がないですね。だから、そういう意味ですごいなと思いました[25]」と感想を述べている。
ちなみに曲名には、1995年に発表したアルバム『heavenly』に収録された楽曲「ガラス玉」以来約26年ぶりにカタカナが使用されている。なお、カタカナのみで表記されたタイトルは、L'Arc〜en〜Cielとしてはこの曲が初となった。hydeはタイトルを決めるにあたり、曲名の表記をどうするか悩んでいたといい、hydeから相談を受けたtetsuyaは「カタカナにするかローマ字にするか漢字にするか、hydeに相談されて迷いました[21]」と述懐している。

## タイアップ
ミライ
- PlayStation 5・Xbox Series X/S・PC用オンラインゲーム『BLUE PROTOCOL』オープニングテーマ

## 参加ミュージシャン
フィジカルシングルに付属するブックレットより転載。日本語表記が確認出来ない部分に関しては原文ママとする。
- hyde：Vocal
- ken：Electric and Acoustic Guitar
- tetsuya：Bass
- yukihiro：Drums
  - hyde：Background Vocals
  - tetsuya：Background Vocals
  - フローレンス・マックネア：Background Vocals
  - hico：Background Vocals, Keyboards, Programming
  - 真部裕ストリングス：Strings
  - 須磨和声：Electric Violin
  - 比留間整：Recording Engineers, Mixing Engineer
  - 畠山耕平：Recording Engineers
  - エミリー・レイザー：Mastering Engineer

## 初回生産限定盤付属Blu-ray Disc
- 初回生産限定盤A付属BD

1. ミライ -Music Clip-
ディレクター：柿本ケンサク
2. The Making of "ミライ -Music Clip-" version A

- 初回生産限定盤B付属BD

1. ミライ -Music Clip-
2. The Making of "ミライ -Music Clip-" version B
3. 「BLUE PROTOCOL（ブループロトコル）」オープニングアニメーション

## 収録アルバム
サウンドトラック
- 『BLUE PROTOCOL Music Collection』 (#1)

## 30th L'Anniversary VR Museum
L'Arc〜en〜Cielの結成30周年を記念し、2021年8月25日にソニー・ミュージックソリューションズより、スマートフォン向け（iOS/Android）に無料配信されたVRミュージアムアプリ。
このアプリは、フィジカルシングル「ミライ」の発売日と同日に配信が開始され、バンド結成30周年の最後の日となる2022年5月30日までの期間限定で配信されている。また、2021年7月9日には、8月のローンチに先駆け、ミュージアムの内部を紹介する動画を公式YouTubeアーティストチャンネルにて公開している。
アプリの制作は、VRやARのエンタテインメントに取り組むソニーグループ横断型のXRプロジェクトProject Lindberghと、ソニー・ミュージックレーベルズが担当している。また、企画・開発には、元ソニー・ミュージックエンタテインメントの柳澤大輔が代表を務める、カヤックが参加している。
アプリの内容は、"スマートフォンの手軽さ"、"VRの没入感"、"部屋のミュージアム化"を組み合せた"展示会アプリ"となっており、L'Arc〜en〜Cielの結成からの30年間を、下記の様々なコンテンツを通じて体感できる内容になっている。また、このアプリは、美術館や博物館を実際に歩き回っているように、ユーザーが自在に操作しながら鑑賞できる仕組みとなっている。ちなみに、アプリには3つのモードがあり、画面をスワイプし視点移動する＜通常モード＞、ジャイロ機能で展示内を360度見渡し、ユーザーの手の動きを認識しアプリ内を移動する＜ARモード＞、ハコスコにスマートフォンを設置し観賞する＜VRモード＞が搭載されている。
また、このアプリの一部コンテンツは、2021年にリリースされたフィジカルシングル「ミライ」及び「FOREVER」の完全生産限定盤の購入者限定公開となっている。限定公開エリアの入場には、前述のシングル2作の完全生産限定盤に封入されたQRコードを読み込む必要がある。
コンテンツ内容は以下の通り。
| コンテンツ名                     | 内容 |
| -------------------------------- | --- |
| 年表通路                         | 結成から現在までのバンドの歴史、さらにセールス記録、ツアーの記録を展示。 |
| 動く写真                         | 壁に飾られた総数40枚のL'Arc〜en〜Cielのメンバーの写真を展示。写真に視点を合わせると写真が動き出す演出を実装。 |
| ウェルカムメッセージノート       | L'Arc〜en〜Cielのメンバー4人からの来客者へのメッセージを展示。 |
| 歌詞ヴィジュアライズ             | 「NEO UNIVERSE」「瞳の住人」の歌詞をヴィジュアライズ化し、リリック・ビデオとして展示。 |
| 過去映像シアター                 | L'Arc〜en〜Cielのライヴ映像やプロモーションCMなどの様々な映像をサウンド付きで展示。 |
| ガラスケース展示                 | 新聞や雑誌に掲載された広告、「HEAVEN'S DRIVE」仕様のミニカーや「READY STEADY GO」の仕様のチョロモードといったノベルティ、さらにプロモーション用カセットテープ及びCDといった販促品を展示。 |
| アーティスト写真展示             | 現在までのL'Arc〜en〜Cielのアーティスト写真やライヴ写真を展示。 |
| ディスコグラフィー               | 過去に発表したCDシングル及びアルバム、映像作品のジャケットを展示。シングル及びアルバムはジャケットをタップすることで試聴することが可能。 |
| 楽器展示                         | フィジカルシングル「FOREVER」の完全生産限定盤購入者限定エリア L'Arc〜en〜Cielがライヴで使用してきた楽器を展示。ギター、ベース、マイクはタップし続けると回転しながら鑑賞が可能。 |
| Music Clipシアター               | フィジカルシングル「ミライ」の完全生産限定盤購入者限定エリア 一画面にL'Arc〜en〜Cielの様々なミュージック・ビデオを展示。鑑賞したい映像をクリックすることで大画面に切り替え視聴可能。 |
| 6面シアター (6 SIDED PROJECTION) | フィジカルシングル「ミライ」「FOREVER」の完全生産限定盤購入者限定エリア 上下、左右、前後の6つの壁面に異なるライヴ映像を展示。VRモードのみで観覧可能で、視線方向の壁面に流れている映像に合わせて音源が切り替わる仕様。「ミライ」の完全生産限定盤購入者限定エリアでは「虹」のライヴ映像を、「FOREVER」の完全生産限定盤購入者限定エリアでは「Driver's High」のライヴ映像を鑑賞可能。 |

## チャート
- 2021年5月31日に表題曲「ミライ」が先行配信された際、オリコンチャートが公表するランキングの「週間デジタルシングル」において、24,690DLを記録し最高位3位[5]、CD販売数・DL数・ST回数を合わせた「週間合算シングル」において11,655ポイントで初登場33位を記録した[29]。また、Billboard JAPANのチャートでは、「Download Songs」において23,315DLで最高位2位[1]、総合チャートの「Hot 100」で初登場20位を記録している[3]。さらに、DL数・動画再生回数・Twitter（現：X）ツイート数を合わせた「Hot Buzz Song」において、配信開始当初ミュージック・ビデオが解禁されていなかったものの、DL数2位・ツイート数2位を獲得し、最高位4位を記録した[4]。
  - 海外チャートでは、日本以外の7つの国または地域（台湾、タイ、インドネシア、シンガポール、アルゼンチン、チリ、メキシコ）において、iTunes週間総合チャートのTOP100にランクインしている[30]。また、解禁初日には、台湾や香港でiTunes総合チャート首位を獲得。ロックジャンルでは18ヶ国の地域にチャートインし、うち10ヶ国で首位を獲得するチャートアクションを見せた[31]。
- 2021年8月25日にフィジカルシングル「ミライ」が発売された際、オリコンチャートが公表するランキングの「週間シングル」において最高位5位[6]、「週間合算シングル」において最高位6位を記録している[7]。Billboard JAPANのチャートでは、CDシングルセールスを示す「Top Singles Sales」で最高位5位[2]、総合チャートの「Hot 100」では配信開始週以来にランクインし週間22位を記録している[32]。

| チャート                          | 最高 順位 | 出典          |
| --------------------------------- | --------- | ------------- |
| Billboard JAPAN Download Songs    | 2位       | [ 1 ]         |
| Billboard JAPAN Top Singles Sales | 5位       | [ 2 ]         |
| Billboard JAPAN Hot 100           | 20位      | [ 3 ]         |
| Billboard JAPAN Hot Buzz Song     | 4位       | [ 4 ]         |
| オリコンデジタルシングル          | 3位       | [ 5 ]         |
| オリコンシングル                  | 5位       | [ 6 ]         |
| オリコン合算シングル              | 6位       | [ 7 ]         |
| iTunes総合チャート                | 6位       | [ 33 ]        |
| レコチョクシングルランキング      | 5位       | [ 34 ]        |
| mora総合シングルランキング        | 3位       | [ 35 ] [ 36 ] |
| moraハイレゾシングルランキング    | 1位       | [ 37 ]        |
| mu-moダウンロードランキング       | 7位       | [ 38 ]        |

| チャート                          | 最高 順位 | 出典          |
| --------------------------------- | --------- | ------------- |
| iTunes総合チャート - 台湾         | 15位      | [ 30 ] [ 39 ] |
| iTunes総合チャート - チリ         | 23位      | [ 30 ] [ 40 ] |
| iTunes総合チャート - インドネシア | 42位      | [ 30 ] [ 41 ] |
| iTunes総合チャート - タイ         | 48位      | [ 30 ] [ 42 ] |
| iTunes総合チャート - シンガポール | 55位      | [ 30 ] [ 43 ] |
| iTunes総合チャート - アルゼンチン | 55位      | [ 30 ] [ 44 ] |
| iTunes総合チャート - メキシコ     | 74位      | [ 30 ] [ 45 ] |